# Банинский сельсовет
Банинский сельсовет — сельское поселение в Фатежском районе Курской области Российской Федерации.
Административный центр — посёлок Чермошной.

## География
Расположен в центральной части района.

## История
Банинский сельсовет впервые был образован в 1930-е годы. 
Упразднён в 1954 году путём присоединения к Миленинскому сельсовету. 
19 октября 1989 года вновь выделен в самостоятельную административную единицу. Изначально административным центром было село 1-е Банино. 
Статус и границы сельского поселения установлены Законом Курской области от 21 октября 2004 года № 48-ЗКО «О муниципальных образованиях Курской области».
Законом Курской области от 26 апреля 2010 года № 26-ЗКО к Банинскому сельсовету были присоединены Дмитриевский и Сотниковский сельсоветы.

## Население
| 2002  | 2010  | 2012  | 2013  | 2014  | 2015  | 2016  |
| ----- | ----- | ----- | ----- | ----- | ----- | ----- |
| 646   | ↗1851 | ↗1882 | ↘1772 | ↘1733 | ↘1677 | ↘1642 |
| 2017  | 2018  | 2019  | 2020  | 2021  |       |       |
| ↘1602 | ↘1563 | ↘1508 | ↘1494 | ↗2003 |       |       |

## Состав сельского поселения
| №  | Населённый пункт | Тип населённого пункта          | Население |
| -- | ---------------- | ------------------------------- | --------- |
| 1  | 1-е Банино       | село                            | ↘164      |
| 2  | 2-е Банино       | село                            | ↘78       |
| 3  | Бычки            | село                            | ↘175      |
| 4  | Горки            | село                            | ↘75       |
| 5  | Жердево          | деревня                         | ↘159      |
| 6  | Ломовка          | хутор                           | ↘6        |
| 7  | Моховое          | деревня                         | ↘22       |
| 8  | Музалевка        | село                            | ↘46       |
| 9  | Ржава            | деревня                         | ↘400      |
| 10 | Сорокин          | хутор                           | ↘58       |
| 11 | Сотниково        | село                            | ↘377      |
| 12 | Чермошной        | посёлок, административный центр | ↘286      |
| 13 | Щекатихино       | хутор                           | ↘5        |